# Wielki Uzeń
Wielki Uzeń (ros. Большой Узень, Bolszoj Uzień; kaz. Үлкен Өзен czy Қараөзен) – rzeka we wschodniej Rosji przeduralskiej i w północno-zachodnim Kazachstanie. Długość – 650 km, powierzchnia zlewni – 15,6 tys. km², przepływ (w mieście Nowouziensk) – od 7,3 m³/s do 393 m³/s. Reżim śnieżny.
Wielki Uzeń wypływa na zachodnich krańcach płaskowyżu Wielki Syrt w Rosji i płynie na południe przez Nizinę Nadkaspijską, gdzie uchodzi do bezodpływowych Jezior Kamysz-Samarskich, już na terenie Kazachstanu. Wiosną obfite wylewy, latem częściowo wysycha. Zamarza w grudniu, rozmarza w kwietniu. Wody używane do nawadniania.